# Vítovice (Rousínov)
Vítovice jsou místní částí města Rousínova. Původní obec leží poblíž Královopolských Vážan, asi osm kilometrů severozápadně od Slavkova v nadmořské výšce 270 metrů. Vesnice je součástí Rousínova je od roku 1964.

## Historie
Ves byla poprvé zmíněna roku 1365 jako součást panství hradu Ronov. V roce 1371 patřila k hradu Vildenberku, který stával u Pozořic. 

## Obyvatelstvo
| Rok            | 1869 | 1880 | 1890 | 1900 | 1910 | 1921 | 1930 | 1950 | 1961 | 1970 | 1980 | 1991 | 2001 | 2011 | 2021 |
| -------------- | ---- | ---- | ---- | ---- | ---- | ---- | ---- | ---- | ---- | ---- | ---- | ---- | ---- | ---- | ---- |
| Počet obyvatel | 278  | 269  | 284  | 281  | 337  | 409  | 402  | 354  | 400  | 374  | 374  | 328  | 304  | 299  | 319  |
| Počet domů     | 44   | 50   | 59   | 61   | 74   | 78   | 85   | 100  | 100  | 101  | 103  | 110  | 118  | 122  | 122  |

## Pamětihodnosti
- Kaple svatého Jana Nepomuckého se sochou světce z roku 1756
- pozdě barokní zvonice z roku 1766

## Galerie

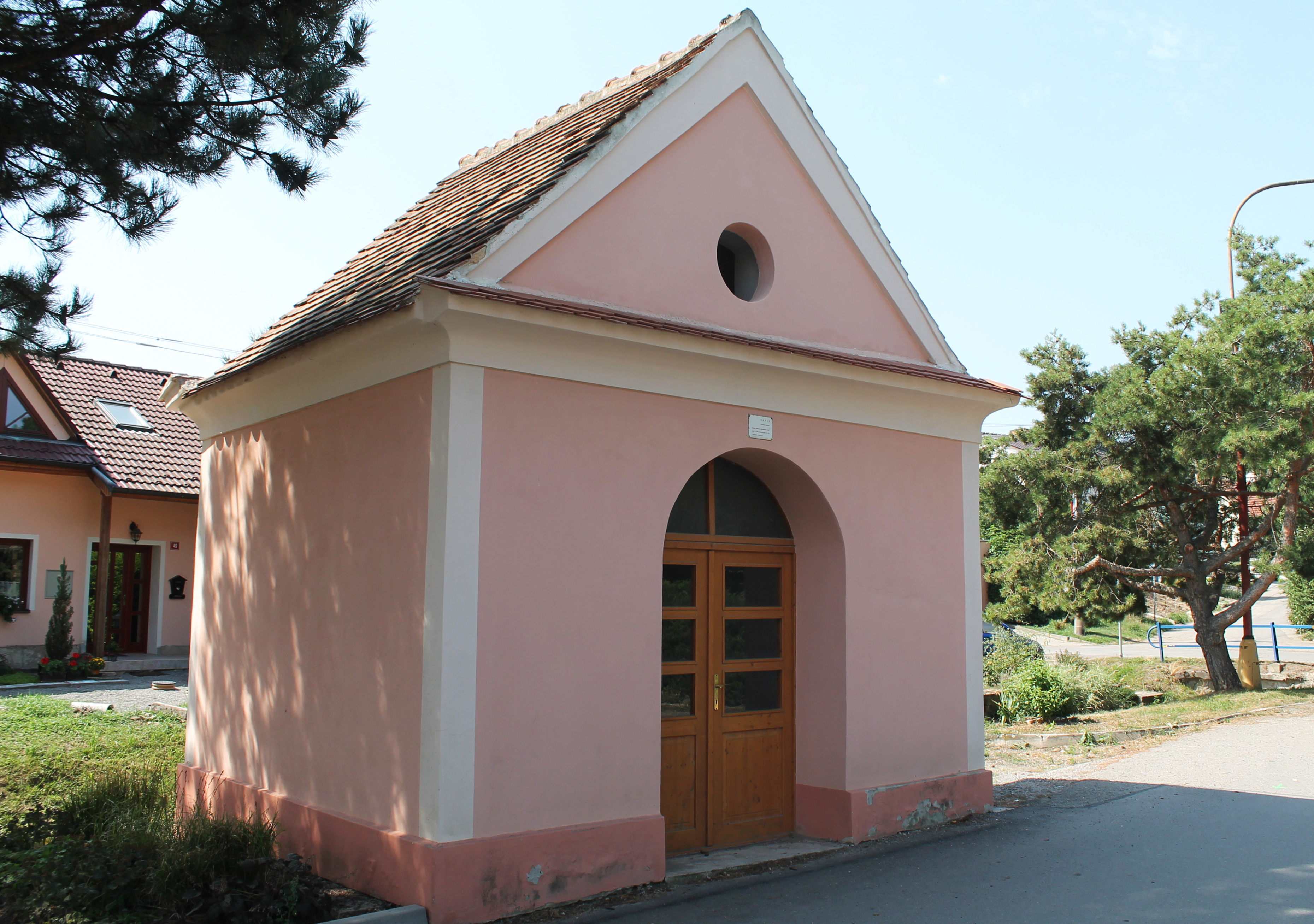
Kaple svatého Jana Nepomuckého
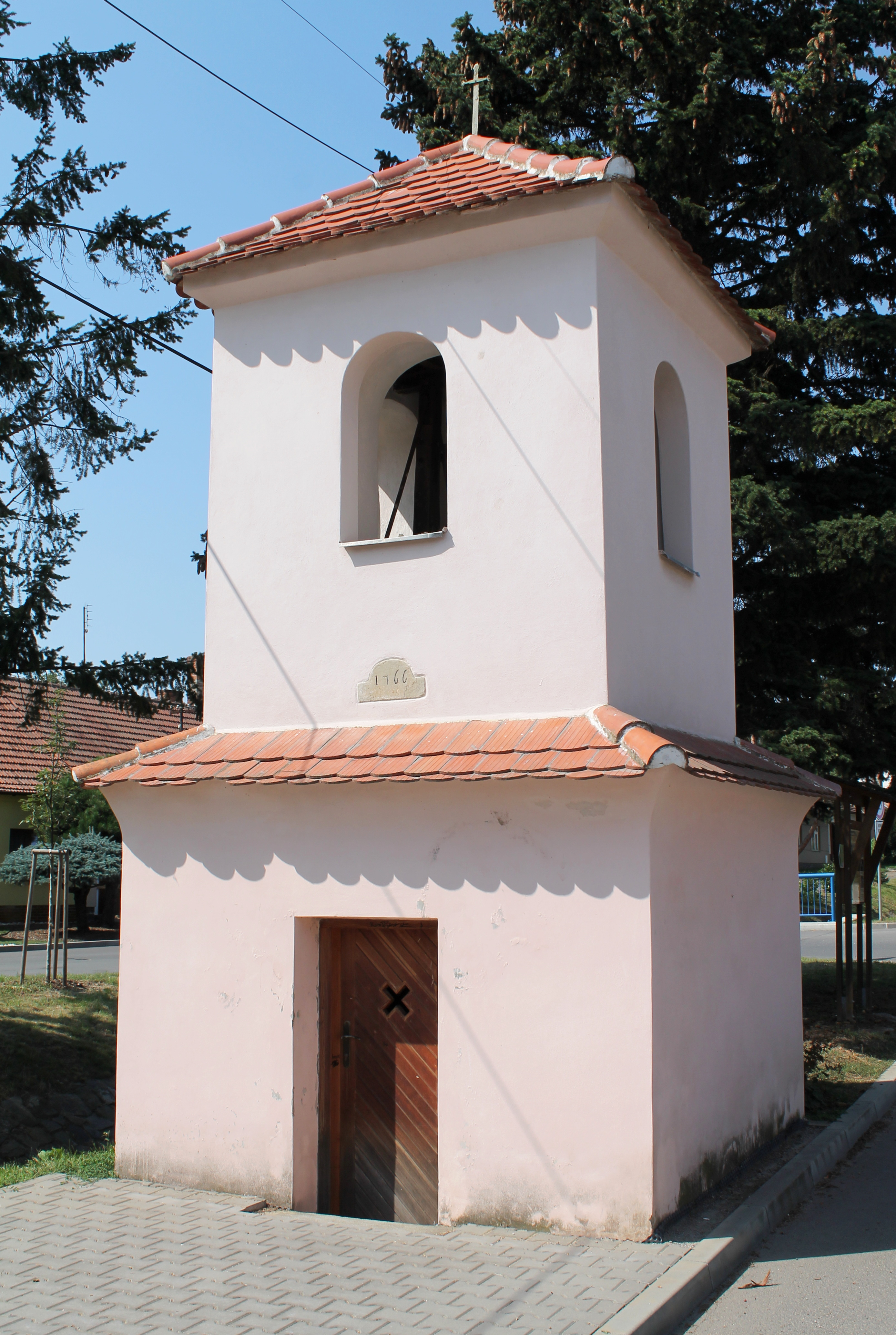
Zvonice
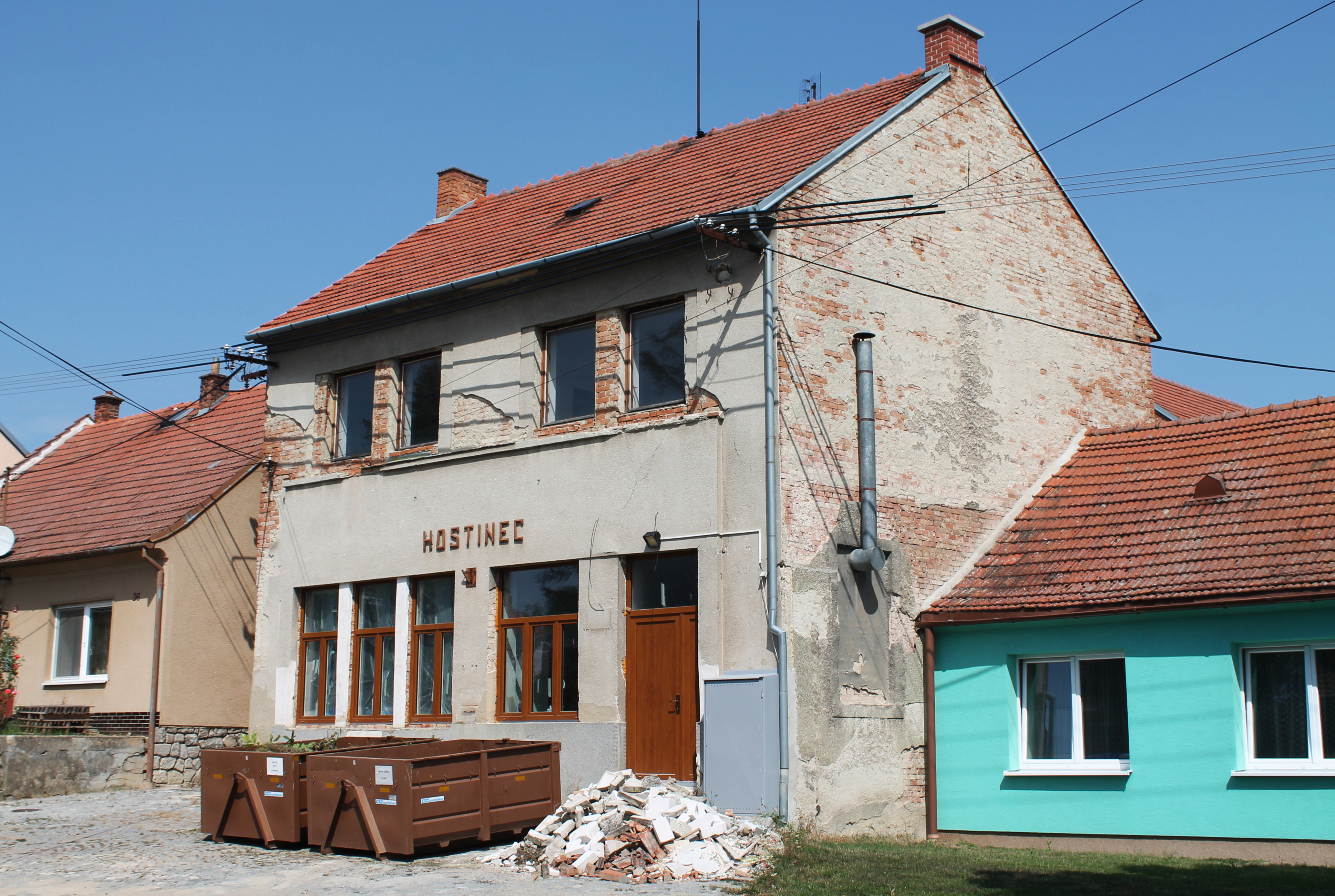
Hostinec
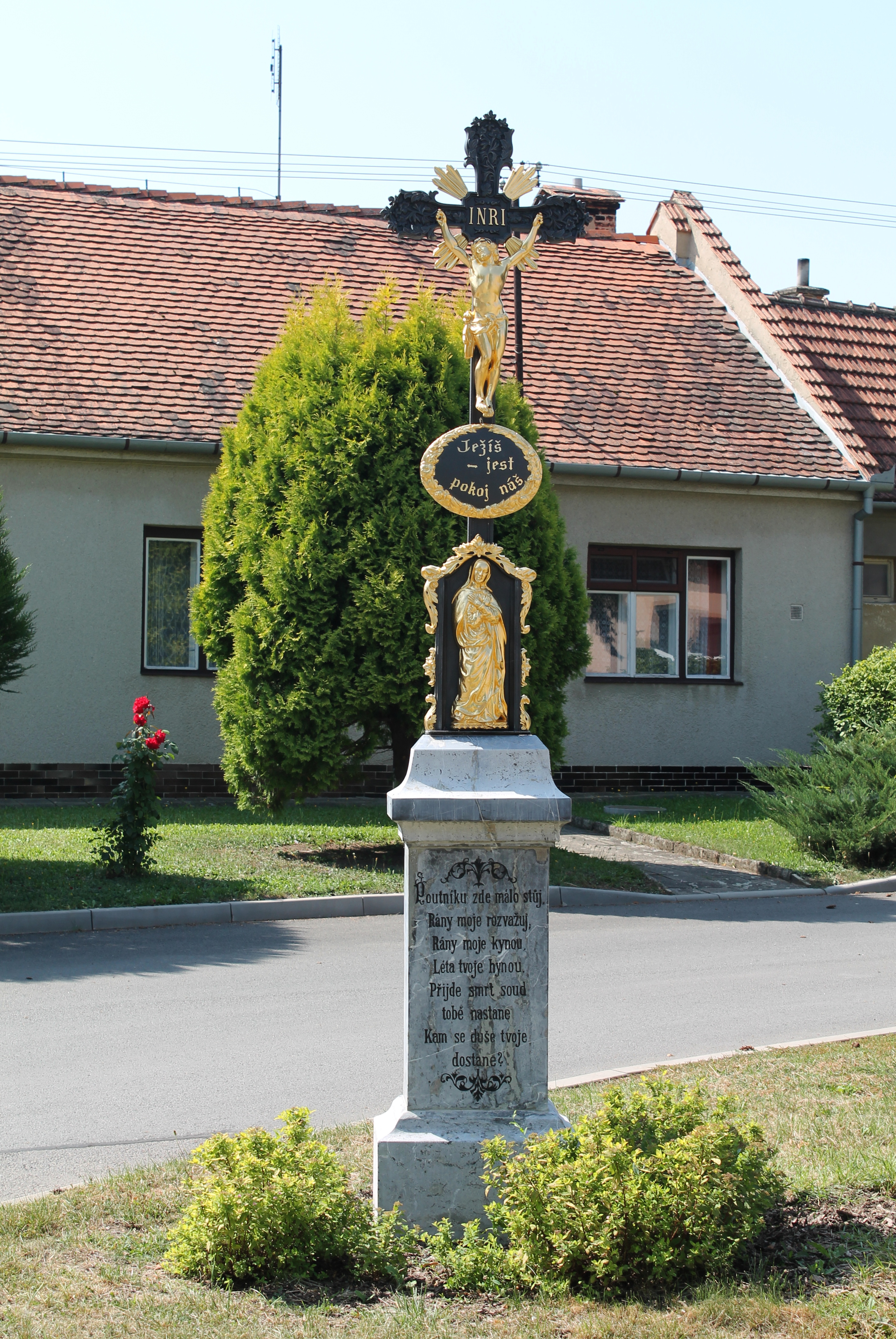
Kříž na návsi
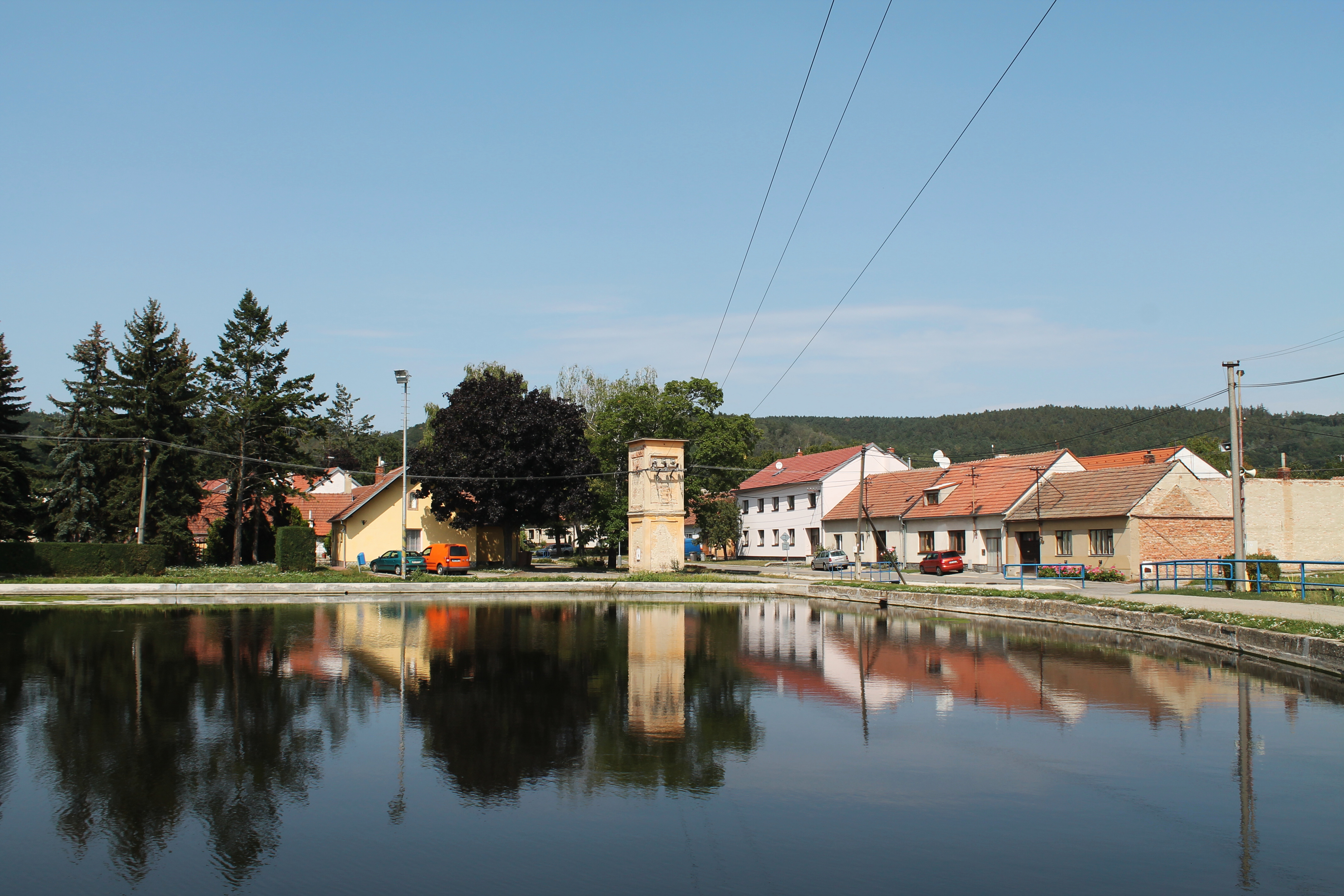
Rybník na jihu vsi